# Huawei EMUI
EMUI (trước đây gọi là Emotion UI - Emotion User Interface), là giao diện người dùng tùy chỉnh dựa trên hệ điều hành Android được Huawei phát triển cho các thiết bị di động, máy tính bảng của mình. Đối với các sản phẩm của thương hiệu con Honor, Huawei sử dụng giao diện tương tự mang tên Magic UI.
Phiên bản mới nhất là EMUI 10.0.0.188 dựa trên Android 10, phát hành ngày 18/11/2019. Số phiên bản của EMUI trùng với số phiên bản Android mà nó dựa vào.
Cũng giống như MIUI của Xiaomi, EMUI chạy trên các thiết bị Huawei bán ra tại Trung Quốc đại lục không có các ứng dụng Google Play Services do chính phủ đã cấm quyền truy cập Google.

## Lịch sử
Vào ngày 30 tháng 12 năm 2012, Huawei đã giới thiệu Emotion UI 1.0, dựa trên Android 4.0. Emotion UI 1.0 có ứng dụng trợ lý giọng nói (chỉ bằng tiếng Trung), màn hình chính có thể tùy chỉnh và chuyển đổi chủ đề. Giao diện được sử dụng cho mẫu điện thoại Huawei Ascend P1. Huawei quảng cáo rằng Emotion UI có lẽ là "hệ thống giao diện có cảm xúc nhất thế giới".
Vào ngày 4 tháng 9 năm 2014, EMUI 3.0 được ra mắt cùng với mẫu máy Ascend Mate 7 trong sự kiện tiền IFA tại Berlin (Triển lãm điện tử tiêu dùng Berlin). Cái tên "EMUI" thay thế cho "Emotion UI".
EMUI mới có thêm cửa hàng ứng dụng Huawei AppGallery dành cho thị trường Trung Quốc.
Vào cuối năm 2015, Huawei đã ra mắt EMUI 4.0 dựa trên Android 6.0, cùng với mẫu máy cao cấp nhất của hãng - Huawei Mate 8.
Năm 2016, EMUI 5.0 đã được giới thiệu, với Huawei Mate 9.
Từ năm 2017, Huawei bắt buộc người dùng EMUI phải dựa vào các bản cập nhật qua mạng (OTA) của hãng mà không được tự can thiệp vào mã nguồn để tùy chỉnh.
Vào cuối năm 2017, Huawei quyết định bỏ qua việc đánh số 6.0 và 7.0 để ra mắt EMUI 8.0 trùng số với phiên bản hệ điều hành Android 8 Oreo của Google. EMUI 8.0 cùng với Huawei Mate 10 được công bố. EMUI 8.0 bị chỉ trích vì không có đầy đủ các tính năng của Android 8.
Huawei đã tiết lộ EMUI 9.0 (dựa trên Android 9 Pie) tại triển lãm điện tử tiêu dùng IFA của Đức năm 2018. Phiên bản EMUI này giới thiệu hệ thống điều hướng cử chỉ mới, di chuyển nhiều tính năng xuống phía dưới màn hình để sử dụng dễ dàng hơn bằng một tay, trang cài đặt được sắp xếp lại, GPU Turbo 2.0, cải thiện hiệu suất, v.v.
Bản cập nhật EMUI 9.1 được phát hành vào tháng 6 năm 2019. Các tính năng cải tiến mới bao gồm GPU Turbo 3.0, một hệ thống tệp mới có tên Hệ thống tệp chỉ đọc mở rộng (EROFS), tính năng chia sẻ tệp OneHop, các tính năng thực tế ảo tăng cường AR mới, v.v.
EMUI 10, dựa trên Android 10, đã được công bố vào ngày 9 tháng 8 năm 2019 tại Hội nghị nhà phát triển Huawei 2019 (Huawei Developer Conference 2019), cùng với sự ra mắt của bộ đôi smartphone hàng đầu của hãng: Huawei P30 và P30 Pro. Các tính năng và cải tiến mới bao gồm chế độ tối Dark Mode toàn hệ thống, ứng dụng camera được thiết kế lại, logo EMUI mới, phông chữ hệ thống mới, chỉnh sửa hình động, v.v.

Với hậu quả của chiến tranh thương mại Mỹ - Trung, smartphone cao cấp tiếp theo của hãng trong năm 2019, Huawei Mate 30/Mate 30 Pro buộc phải chạy EMUI 10 phiên bản không có Google Play Services. Theo đó, Google từ chối cấp quyền sử dụng các ứng dụng Google cho bộ đôi Mate 30/30 Pro phiên bản quốc tế. Cuối năm 2019, Huawei úp mở về dự án một hệ điều hành di động riêng do hãng thiết kế, không dựa vào Android, có tên HongMeng OS (hay Harmony OS).

Huawei MatePad Pro chạy EMUI 10Huawei MatePad Pro chạy EMUI 10
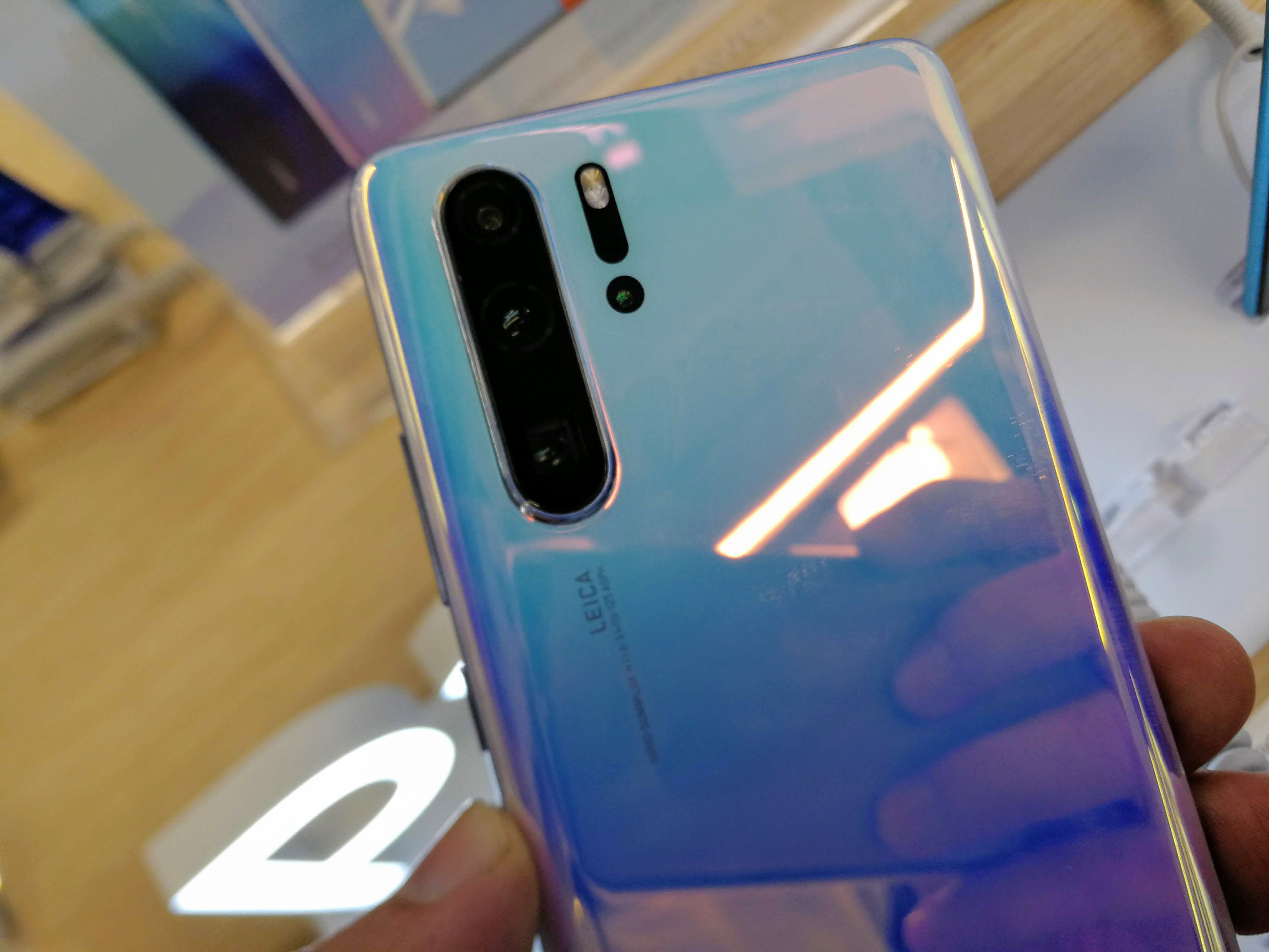
Huawei P30 Pro ra mắt với EMUI 10
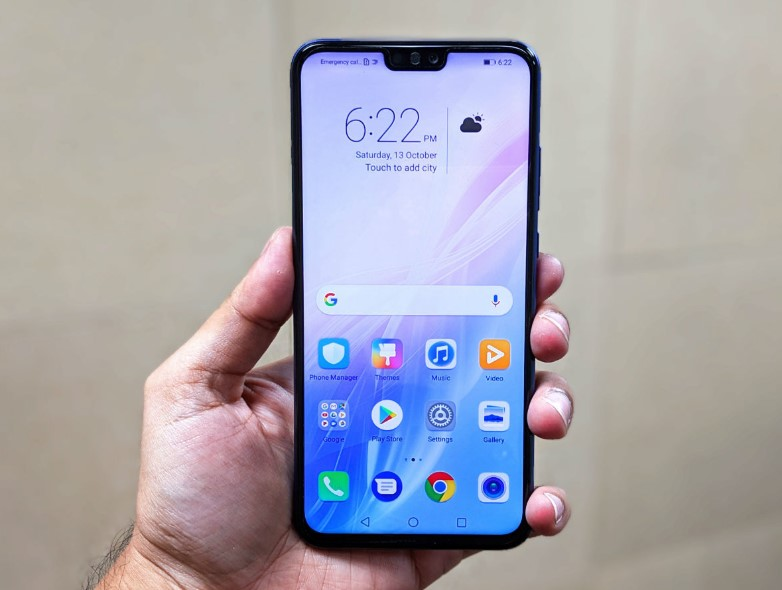
Honor 8x chạy giao diện Magic UI 2.0 tương tự EMUI 9.0

## Trợ lý ảo Huawei Celia
Cùng với sự ra mắt của thế hệ smartphone mới, Huawei P40/P40Pro/P40 Pro + vào cuối tháng 3 năm 2020, Huawei đã cho ra mắt trợ lý ảo giọng nói của riêng minh, mang tên Celia, đây sẽ là một phần của EMUI 10.1. Celia được hứa hẹn sẽ xuất hiện trên nhiều sản phẩm điện tử của Huawei, không chỉ trên smartphone. Đây được coi là động thái ứng phó với việc không có Google Assistant cũng như các dịch vụ của Google khác trên smartphone của hãng bán ra thị trường quốc tế, kể từ thế hệ Huawei Mate 30/Mate 30 Pro năm ngoái.
Huawei Celia có thể trả lời các câu hỏi của người dùng về thời tiết, gọi điện thoại, gửi tin nhắn văn bản, nhắc nhở, phát nhạc và dịch thuật. Celia sử dụng camera AI để xác định thực phẩm, tính số lượng calo. Celia sử dụng lệnh đánh thức "Hey, Celia", hoạt động y hệt như "Hey, Google" hay "Hey, Siri". Cái tên Celia được cho là sao chép tên gọi Siri của Apple, khi một số thử nghiệm cho thấy khi nói to "Hey, Celia" nghe giống như là "Hey, Siri" và có thể đánh thức một số thiết bị Apple iPhone. Khác với các trợ lý ảo khác, Huawei quảng cáo rằng Celia thông minh và có khả năng trả lời người dùng dựa theo ngữ cảnh và môi trường xung quanh để hiểu ý người dùng một cách tối đa, kể cả khi người dùng không cung cấp đầy đủ các thông tin cần thiết, thay vì các câu thoại mặc định y hệt trong tất cả các trường hợp.
Celia được coi là kế thừa trợ lý ảo "Hey AI assistant" trước kia trên nền web của Huawei. Celia có thể được đón nhận như chợ ứng dụng Huawei App Galery (thay thế cho Google Play) trên smartphone Huawei.

## Lịch sử phiên bản
| Phiên bản      | Phiên bản Android         | Năm ra mắt | Phiên bản EMUI ổn định cuối cùng |
| -------------- | ------------------------- | ---------- | -------------------------------- |
| Emotion UI 1.0 | Android 2.3 - 4.3         | 2012       | 1.6                              |
| Emotion UI 2.0 | Android 4.2 - 4.4         | 2013       | 2.3                              |
| EMUI 3.0       | Android 4.4 - 5.1         | 2014       | 3.1                              |
| EMUI 4.0       | Android Marshmallow (6.0) | 2015       | 4.1                              |
| EMUI 5.0       | Android Nougat (7.x)      | 2016       | 5.1                              |
| EMUI 8.0       | Android Oreo (8.x)        | 2017       | 8.2                              |
| EMUI 9.0       | Android Pie (9.0)         | 2018       | 9.0                              |
| EMUI 9.1       | Android Pie (9.0)         | 2019       | 9.1                              |
| EMUI 10.0      | Android 10 (10.0)         | 2019       | 10.1                             |

Huawei quyết định bỏ qua việc đánh số 6.0 và 7.0 để ra mắt EMUI 8.0 trùng số với phiên bản hệ điều hành Android 8 Oreo của Google.
Cũng trong thời gian này, Huawei cũng thay đổi việc đánh số dòng điện thoại cao cấp P và Mate của hãng từ 10 lên 20 (bỏ qua 11-19).

## Magic UI
Đối với các sản phẩm của thương hiệu con Honor, Huawei sử dụng giao diện giống nhau nhưng mang tên Magic UI. Phiên bản mới nhất là Magic UI 3.0 dựa trên Android 10.

## Đánh giá
Các phiên bản trước của EMUI bị chỉ trích vì đặt tất cả các biểu tượng ứng dụng trên màn hình chính, giống như MIUI của Xiaomi, nhiều người đánh giá EMUI bắt chước iOS của Apple iPhone. Do đó, ngăn kéo ứng dụng đã được đưa trở lại dưới dạng tùy chọn trong EMUI 5.0. Adam Smith của Tạp chí PC Magazine đã chỉ trích EMUI quá cồng kềnh với các ứng dụng trùng lặp và các menu cài đặt khó điều hướng.
Tuy nhiên nó vẫn nhẹ hơn tùy biến Samsung Experience.